# Francie na Letních olympijských hrách 2024
Francie je hostitelskou zemí Letních olympijských her 2024 v Paříži od 26. července do 11. srpna 2024. Francouzští sportovci se objevili na všech letních olympijských hrách moderní éry, vedle Austrálie, Velké Británie, Řecka a Švýcarska.

## Medailisté
| Medaile | Jméno sportovce | Sport                     | Disciplína                  | Datum dosažení |
| ------- | --- | ------------------------- | --------------------------- | -------------- |
| Zlato   | Jean-Pascal Barraque, Antoine Dupont, Théo Forner, Aaron Grandidier Nkanang, Jefferson Lee Joseph, Stephen Parez, Varian Pasquet, Rayan Rebbadj, Paulin Riva, Jordan Sepho, Andy Timo, Antoine Zeghdar | Ragby                     | turnaj muži                 | 27. července   |
| Zlato   | Pauline Ferrand-Prévotová | Cyklistika                | Ženy – horská kola          | 28. července   |
| Zlato   | Léon Marchand | Plavání                   | Muži – 400 m polohový závod | 28. července   |
| Zlato   | Nicolas Gestin | Kanoistika (vodní slalom) | Muži – C1                   | 29. července   |
| Zlato   | Manon Brunet | Šerm                      | Ženy – šavle                | 29. července   |
| Zlato   | Cassandre Beaugrand | Triatlon                  | závod ženy                  | 31. července   |
| Zlato   | Léon Marchand | Plavání                   | Muži – 200 m motýlek        | 31. července   |
| Zlato   | Léon Marchand | Plavání                   | Muži – 200 m prsa           | 31. července   |
| Zlato   | Teddy Riner | Judo                      | Muži – +100 kg              | 2. srpna       |
| Zlato   | Léon Marchand | Plavání                   | Muži – 200 m polohový závod | 2. srpna       |
| Zlato   | Joris Daudet | Cyklistika                | BMX závod muži              | 2. srpna       |
| Stříbro | Luka Mkheidze | Judo                      | Muži – -60 kg               | 27. července   |
| Stříbro | Auriane Mallo | Šerm                      | Ženy – kord                 | 27. července   |
| Stříbro | Yannick Borel | Šerm                      | Muži – kord                 | 28. července   |
| Stříbro | Karim Laghouag, Stéphane Landois, Nicolas Touzaint | Jezdectví                 | Všestrannost (družstva)     | 29. července   |
| Stříbro | Victor Koretzky | Cyklistika                | Muži – cross-country        | 29. července   |
| Stříbro | Baptiste Addis, Thomas Chirault, Jean-Charles Valladont | Lukostřelba               | Muži – družstva             | 29. července   |
| Stříbro | Joan-Benjamin Gaba | Judo                      | Muži – -73 kg               | 29. července   |
| Stříbro | Sara Balzer | Šerm                      | Ženy – šavle                | 29. července   |
| Stříbro | Marie-Florence Candassamy, Alexandra Louis-Marie, Auriane Mallo, Coraline Vitalis | Šerm                      | Ženy – kord (družstvo)      | 30. července   |
| Stříbro | Anastasiya Kirpichnikova | Plavání                   | Ženy – 1 500 m volný způsob | 31. července   |

## Počet soutěžících v jednotlivých sportech
| Sport                   | Muži | Ženy | Celkem |
| ----------------------- | ---- | ---- | ------ |
| Atletika                | 49   | 41   | 90     |
| Badminton               | 5    | 4    | 9      |
| Basketbal               | 16   | 16   | 32     |
| Box                     | 4    | 4    | 8      |
| Breakdance              | 2    | 2    | 4      |
| Cyklistika              | 17   | 14   | 31     |
| Fotbal                  | 18   | 18   | 36     |
| Golf                    | 2    | 2    | 4      |
| Gymnastika              | 2    | 12   | 14     |
| Házená                  | 14   | 14   | 28     |
| Jachting                | 7    | 7    | 14     |
| Jezdectví               | 8    | 1    | 9      |
| Judo                    | 7    | 7    | 14     |
| Kanoistika              | 6    | 7    | 13     |
| Lukostřelba             | 3    | 3    | 6      |
| Moderní pětiboj         | 2    | 2    | 4      |
| Plavání                 | 18   | 15   | 33     |
| Plážový volejbal        | 2    | 2    | 4      |
| Pozemní hokej           | 16   | 16   | 32     |
| Ragby                   | 12   | 12   | 24     |
| Skateboarding           | 4    | 3    | 7      |
| Skoky do vody           | 5    | 4    | 9      |
| Sportovní lezení        | 3    | 4    | 7      |
| Sportovní střelba       | 7    | 8    | 15     |
| Stolní tenis            | 3    | 3    | 6      |
| Surfing                 | 2    | 2    | 4      |
| Synchornizované plavání | –    | 8    | 8      |
| Šerm                    | 9    | 9    | 18     |
| Taekwondo               | 2    | 2    | 4      |
| Tenis                   | 6    | 4    | 10     |
| Triatlon                | 3    | 3    | 6      |
| Veslování               | 8    | 4    | 12     |
| Vodní pólo              | 13   | 13   | 26     |
| Volejbal                | 16   | 16   | 32     |
| Vzpírání                | 2    | 2    | 4      |
| Zápas                   | 1    | 2    | 3      |
| Celkem                  | 291  | 282  | 573    |